# Vasilij Vasiljevič Golicyn

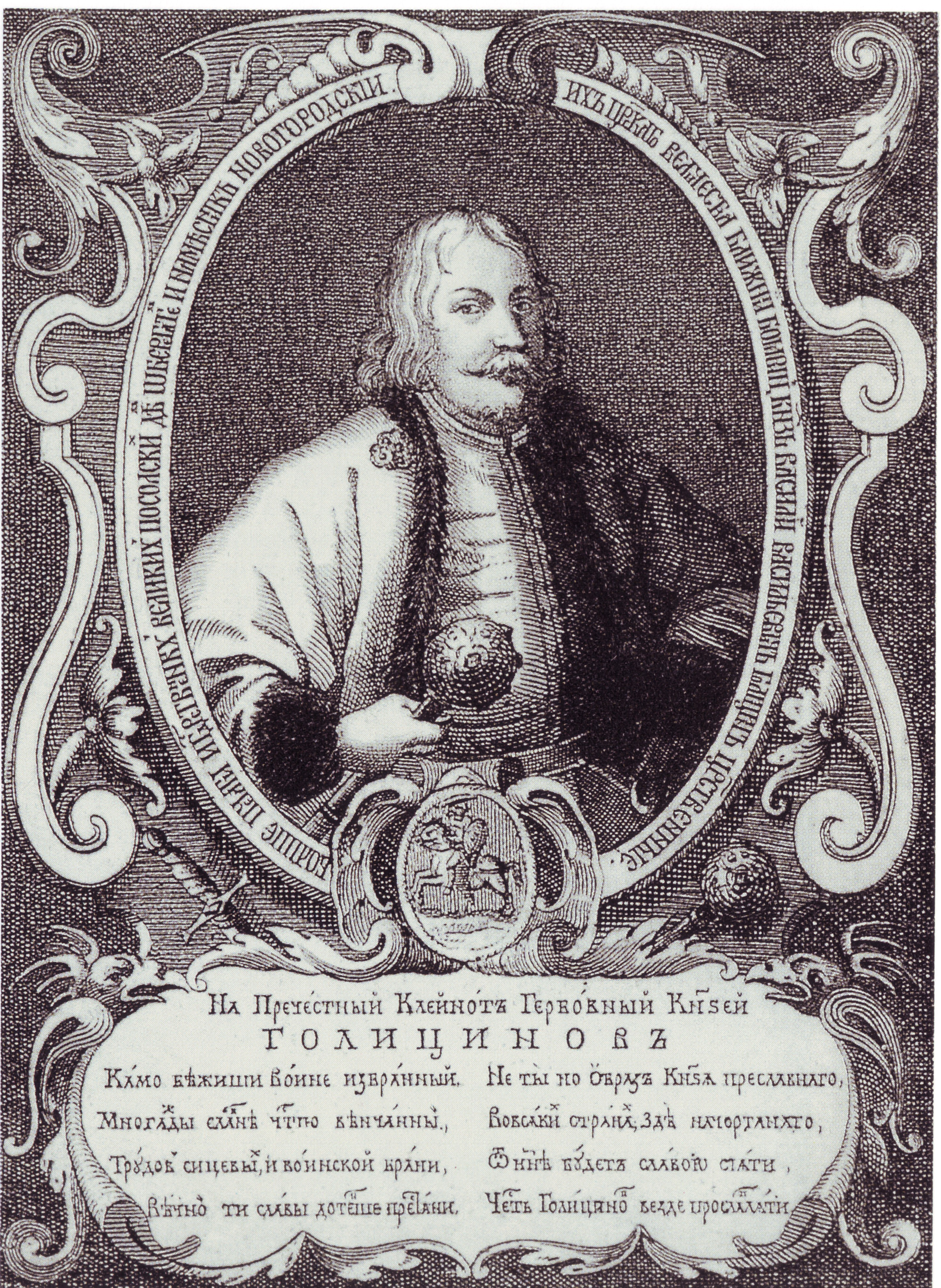
Vasilij Vasilievič Golicyn

Kníže Vasilij Vasiljevič Golicyn (rusky Василий Васильевич Голицын, * kolem roku 1644 Moskva – 21. dubnajul./ 2. května 1714greg. Piněga) byl ruský šlechtic, bojar z vlivného rodu Golicynů a přední politik a diplomat a také nepříliš úspěšný vojevůdce. Byl favoritem carevny Žofie Alexejevny.

## Život
Vasilij Golicyn se narodil jako syn knížete Vasilije Andrejeviče Golicyna (1618–1652) a jeho manželky kněžny Taťány Ivanovny Romodanovské.
V roce 1676 získal titul bojara. Byl velkým znalcem západních poměrů a podporovatelem reforem.
Pravděpodobně v roce 1682 u smrtelného lože neduživého cara Fjodora III. se setkal s panovníkovou sestrou Žofií, povolanou z kláštera, aby pečovala o nemocného bratra. Kultivovaný a bohatý Vasilij se s Žofií sblížil a stal se jejím milencem. Poté, co se Žofie sama ujala vlády, byl Golicynovi svěřeno vedení velvyslaneckého prikazu.
V době povstání střelců v roce 1682 doprovázel carevnu do Kolomenského, Vorobjova, Pavlovského, Kljabova a Vozdvižnského a pomáhal jí při upevnění její moci a projevil se jako schopný politik. Bydlel v honosně zařízeném domě, kde přijímal zahraniční diplomaty.
V roce 1684 v pozici diplomata uzavřel Golicyn smlouvu o spojenectví s Polskem a Rakouskem, díky níž Rusko získalo území. I když se tomu snažil vyhnout, pověřila ho carevna nejvyšším velením v nadcházející turecké válce. Na rozdíl od svých diplomatických schopností totiž nedisponoval schopnostmi velitelskými.
Na radu Patricka Gordona vyrazila armáda pod jeho velením z Malé Rusi. Poté, co Tataři zapálili step, se však stáhla zpět do Ruska. Navzdory porážce v krymském tažení darovala carevna Golicynovi 1500 poddaných. Z porážky byl naopak nařčen záporožský hejtman Ivan Samojlovyč, byl obviněn ze zrady a vyhnán. Také další Golicynovo tažení proti Turkům v roce 1689 před Perekopem ztroskotalo, neboť začal neúspěšně vyjednávat s nepřítelem.
Obě tažení, která proti Turkům podnikl, skončila fiaskem. I přesto a navzdory svému románku s Fjodorem Šaklovitým Žofie Golicyna však opět bohatě odměnila.
V roce 1686 byl Golicyn hlavním vyjednavačem věčného míru mezi Polsko-litevskou uníí a Ruskem.
27. srpna 1689 Golicyn uzavřel Nerčinskou smlouvu, historicky první smlouvu mezi Ruskem a Čínou, která ukončila přes 30 let trvající rusko-čchingskou válku a odsunula ruskou hranici od Amuru.
Roku 1689 se však v Moskvě již pomalu schylovalo k vládní krizi. Následník trůnu Petr oslavil 17. narozeniny, oženil se s Jevdokijí Fjodorovnou Lopuchinovou, která záhy otěhotněla, čímž bylo jasně prokázáno, že Petr dospěl. Stále častěji docházelo ke střetům mezi Petrem a jeho polorodou sestrou Žofií. Ta se svými nejbližšími stoupenci Golicynem a Šaklovitým začala uvažovat o novém převratu, situace tomu však již nepřála.
K Petrovi se donesla zpráva, že se ho Žofie chce zbavit, načež Petr odmítl po dalším konfliktu Golicyna přijmout. Proti Žofii a jejím oblíbencům se spikla část jednotek střelců a Petr se provedeným převratem stal skutečným vládcem Ruska jako Petr I. Žofie byla donucena odejít do kláštera, kde mohla pobývat jako princezna, nebyla tedy řeholnicí. Její oblíbenci Fjodor Šaklovitý a Andrej Bezobrazov byli popraveni a Vasilij Golicyn byl, pravděpodobně díky svému bratranci Borisovi ušetřen, ale byl poslán do vyhnanství do Piněgy dnešní Archangelské oblasti, kde 21. dubna (resp. 2. května) roku 1714 zemřel.
Kníže Vasilij Vasiljevič Golicyn Nebyl schopen realizovat své plány, které zahrnovaly zlepšení administrativy, restrukturalizaci financí a reorganizaci školního a vojenského systému.

## Potomstvo
Vasilij Golicyn byl dvakrát ženatý. Nejprve s kněžnou Feodosií Vasiljevnou Dolgorukovovou, poté ve druhém manželství s Jevdoxií Ivanovnou Strežněvovou. Z druhého manželství měl čtyři děti:
- Alexej (1665–1740) ⚭ Maria Kvašnina
- Irina (1671–1701) ⚭ princ Jurij Odojevskij (1672–1722)
- Jevdoxija (* 1676) ⚭ Boris Zmejev
- Michail (* 1689; † před 1726) ⚭ Taťána Nejelovová

## Golicyn v literatuře
V Tolstého Petru Velikém se v prvním díle objevuje postava Vasilije Golicyna, coby Žofiin milenec, kde je vykreslen jako zženštilý a neschopný vojenských činů.